# NGC 7416
| Galáxia espiral NGC 7416 |                                       |
|                          |                                       |
| Dados do catálogo:       |                                       |
| Classificação do objeto: | SBb                                   |
| Brilho superficial       | 13,1                                  |
| Massa (Sol=1)            | ----                                  |
| Outras denominações:     | MCG-01-58-004, GC 6099, PGC 70025 etc |

NGC 7416 é uma galáxia espiral situada na direção da constelação de Aquário. Possui uma magnitude aparente de 12,4, uma declinação de -05º 29' 42" e uma ascensão reta de 22 horas, 55 minutos e 41,5 segundos.